# Chung kết UEFA Champions League 1996
Trận chung kết UEFA Champions League năm 1996 là trận chung kết thứ tư của UEFA Champions League và là trận chung kết thứ bốn mươi mốt của Cúp C1 châu Âu. Đây là trận đấu giữa Juventus của Ý và Ajax Amsterdam của Hà Lan trên Sân vận động Olimpico ở Roma, Ý vào ngày 22 tháng 5 năm 1996. Juventus lần thứ hai giành Cúp C1 châu Âu bằng thi đá 11m (4–2) sau khi khi hòa 1–1 trong thời gian thi đấu chính thức.

### Details
| Ajax                                  | 1–1 (s.h.p.) | Juventus                                |
| ------------------------------------- | ------------ | --------------------------------------- |
| Litmanen 41'                          | Chi tiết     | Ravanelli 13'                           |
| Loạt sút luân lưu                     |              |                                         |
| Davids · Litmanen · Scholten · Silooy | 2–4          | Ferrara · Pessotto · Padovano · Jugović |

| Ajax | Juventus |

| GK               | 1  | Edwin van der Sar  |     |     |
| RB               | 2  | Sonny Silooy       |     |     |
| CB               | 3  | Danny Blind (c)    | 83' |     |
| DM               | 4  | Frank de Boer      |     | 69' |
| LB               | 5  | Winston Bogarde    |     |     |
| RM               | 6  | Ronald de Boer     |     | 91' |
| RF               | 7  | Finidi George      | 22' |     |
| LM               | 8  | Edgar Davids       |     |     |
| CF               | 9  | Nwankwo Kanu       |     |     |
| AM               | 10 | Jari Litmanen      |     |     |
| LF               | 11 | Kiki Musampa       |     | 46' |
| Dự bị:           |    |                    |     |     |
| GK               | 12 | Fred Grim          |     |     |
| MF               | 13 | Arnold Scholten    |     | 69' |
| MF               | 14 | Dave van den Bergh |     |     |
| FW               | 15 | Patrick Kluivert   |     | 46' |
| MF               | 16 | Nordin Wooter      | 92' | 91' |
| Huấn luyện viên: |    |                    |     |     |
| Louis van Gaal   |    |                    |     |     |

| GK               | 1  | Angelo Peruzzi        |      |     |
| CB               | 2  | Ciro Ferrara          |      |     |
| LB               | 3  | Gianluca Pessotto     |      |     |
| RB               | 4  | Moreno Torricelli     | 102' |     |
| CB               | 5  | Pietro Vierchowod     |      |     |
| CM               | 6  | Paulo Sousa           |      | 57' |
| LM               | 7  | Didier Deschamps      | 87'  |     |
| RM               | 8  | Antonio Conte         |      | 44' |
| CF               | 9  | Gianluca Vialli (c)   |      |     |
| LF               | 10 | Alessandro Del Piero  |      |     |
| RF               | 11 | Fabrizio Ravanelli    |      | 77' |
| Dự bị:           |    |                       |      |     |
| GK               | 12 | Michelangelo Rampulla |      |     |
| DF               | 13 | Sergio Porrini        |      |     |
| MF               | 14 | Vladimir Jugović      | 50'  | 44' |
| MF               | 15 | Angelo Di Livio       | 106' | 57' |
| FW               | 16 | Michele Padovano      |      | 77' |
| Huấn luyện viên: |    |                       |      |     |
| Marcello Lippi   |    |                       |      |     |

| Trợ lý trọng tài: Joaquín Olmos González (Tây Ban Nha) Manuel Fernando Tresaco Gracia (Tây Ban Nha) Trọng tài thứ 4: José María García-Aranda (Tây Ban Nha) |